# 諏訪山古墳群 (東松山市)
座標: 北緯36度00分30.0秒 東経139度23分39.9秒 / 北緯36.008333度 東経139.394417度
諏訪山古墳群（すわやまこふんぐん）は、埼玉県東松山市にある古墳群。

## 概要
高坂台地北縁に築造された。1967年（昭和42年）の分布調査では前方後円墳3基を含む37基の古墳が確認されている。これらの古墳は有機的なつながりを持った一群とはいえず、そのため築造時期の早い諏訪山29号墳と諏訪山古墳（諏訪山35号墳）を古墳群とは独立した古墳と見なす場合もある。

## 主な古墳
- 諏訪山1号墳
墳丘は大きく変形している。墳頂部に粘土槨2基。1号槨は全長3.65メートル、幅0.9メートル。鉄剣2、鉄鏃3、管玉8、切小玉2、ガラス製小玉12が出土。2号槨は1号槨の南側に構築された。全長3.44メートル、幅0.9メートル。大刀1、鉄鏃7、鉄製楕円形鏡板付轡1、鉄製板状辻金具4、鉄製鉸具1、鉄製飾金具1、青銅製鈴付腕輪1、垂飾十数片出土。5世紀末の築造。鈴付腕輪は1971年（昭和46年）6月4日に市指定有形文化財（考古資料）に指定された[2]。
- 諏訪山3号墳
墳丘は採土工事により半分以上が破壊されている。片袖型横穴式石室。大刀3、鉄鏃11、刀子2出土。6世紀中頃の築造。
- 諏訪山4号墳
3号墳の西約150メートルに築造された円墳。無袖型横穴式石室。全長4.7メートル、幅1.75メートル。大刀3、鉄鏃6、刀子3、金環4、碧玉製管玉4、ガラス製小玉22、土製棗玉7、土製丸玉28出土。6世紀後半の築造。
- 諏訪山29号墳
1960年（昭和35年）の日本セメントの引込線の敷設工事による破壊とその後の崩落により北側の半分以上が失われている。当初は前方後円墳とみられていたが、1984年（昭和59年）の調査で墳長53メートルの前方後方墳であることが明らかにされた。出土した土師器から4世紀前半から中頃の築造とみられている。
- 諏訪山古墳（諏訪山35号墳）
29号墳の前方部右前方に所在する前方後円墳で、1957年（昭和32年）11月29日に東松山市指定史跡に指定された[2]。墳長68メートル、後円部径40メートル、高さ9メートル、前方部幅30メートル、高さ4メートル。諏訪山29号墳との位置関係や埴輪、葺石が存在しないことから4世紀後半の築造と考えられる。